# Sauvillers-Mongival
Sauvillers-Mongival település Franciaországban, Somme megyében. Lakosainak száma 184 fő (2022. január 1.). Sauvillers-Mongival Aubvillers, Braches, Grivesnes, Mailly-Raineval és Thory községekkel határos.

## Népesség
A település népessége az elmúlt években az alábbi módon változott:
| Lakosok száma | 179  | 177  | 178  | 175  | 176  | 177  | 182  | 183  | 184  |
|               | 2013 | 2015 | 2016 | 2017 | 2018 | 2019 | 2020 | 2021 | 2022 |